# Sphaenorhynchus dorisae
Sphaenorhynchus dorisae es una especie de anfibio anuro de la familia Hylidae.

## Distribución geográfica
Esta especie habita entre los 50 y 300 m de altitud en la cuenca alta del Amazonas en Colombia, Perú, Ecuador y Brasil.

## Etimología
Esta especie lleva el nombre en honor a Doris Mable Cochran.

## Publicación original
- Goin, 1957 : Status of the frog genus Sphoenohyla with a synopsis of the species. Caldasia, vol. 8, n.º 36, p. 11-31[5]